# Fluido newtoniano
Um fluido newtoniano é um fluido cuja viscosidade, ou atrito interno, é constante para diferentes taxas de cisalhamento e não variam com o tempo. A constante de proporcionalidade é a viscosidade. Nos fluidos newtonianos a tensão é diretamente proporcional à taxa de deformação. Apesar de não existir um fluido perfeitamente newtoniano, fluidos mais homogêneos como a água e o ar costumam ser estudados como newtonianos para muitas finalidades práticas.

## Fórmula
{\displaystyle \tau =\mu {\frac {\partial v}{\partial y}}.}
| Mecânica do contínuo Estudo da física de materiais contínuos | Mecânica dos sólidos Estudo da física de materiais contínuos com uma forma de repouso definida.             | Elasticidade Descreve materiais que retornam à sua forma de repouso depois que as tensões aplicadas são removidas.      | Elasticidade Descreve materiais que retornam à sua forma de repouso depois que as tensões aplicadas são removidas. |
| Mecânica do contínuo Estudo da física de materiais contínuos | Mecânica dos sólidos Estudo da física de materiais contínuos com uma forma de repouso definida.             | Plasticidade Descreve materiais que se deformam permanentemente após uma tensão aplicada superar um determinado limite. | Reologia Estudo de materiais com características de sólido e fluido.                                               |
| Mecânica do contínuo Estudo da física de materiais contínuos | Mecânica dos fluidos Estudo da física de materiais contínuos que se deformam quando submetidos a uma força. | Fluidos não newtonianos não apresentam taxas de deformação proporcionais às tensões cisalhantes aplicadas.              | Reologia Estudo de materiais com características de sólido e fluido.                                               |
| Mecânica do contínuo Estudo da física de materiais contínuos | Mecânica dos fluidos Estudo da física de materiais contínuos que se deformam quando submetidos a uma força. | Fluidos newtonianos apresentam taxas de deformação proporcionais às tensões cisalhantes aplicadas.                      | |

## Fluido não-newtoniano
O fluido não-newtoniano é um fluido cuja viscosidade varia proporcionalmente à energia cinética que se imprime a esse mesmo fluido, respondendo de forma quase instantânea. Para exemplo temos a mistura do amido de milho (maisena) com água que, dependendo da pressão que recebe, pode ser um sólido ou um líquido, apresentando característica viscosa. Com pressão suficiente torna-se um sólido e com menor pressão volta ao estado líquido.